# Gillis Andersson
Gillis Allan Andersson, född 4 juli 1912 i Borås, Älvsborgs län, död där 13 juli 1988, var allsvensk fotbollsspelare i IF Elfsborg mellan 1933 och 1943, där han blev svensk mästare tre gånger 1936, 1939 och 1940. 
Andersson var också landslagsman och uttagen som reserv i den svenska fotbollstruppen till OS 1936.

## Idrottskarriär
Andersson var med under större delen av Elfsborgs storhetstid från andra halvan 1930-talet och första halvan av 1940-talet och hann med att spela 184 matcher och göra 68 mål i Allsvenskan för klubben där han spelade som anfallare. Han gjorde bland annat fem mål i Elfsborgs bortamatch mot IFK Eskilstuna 19 april 1936 då Elfsborg vann med 12-2 (vilket än idag är den största bortasegern i Allsvenskans historia).

## Meriter

### I klubblag
IF Elfsborg
- Svensk mästare (3): 1935/36, 1938/39, 1939/40

### I landslag
Sverige
- Uttagen till OS (1): 1936 (ingen speltid)
- 1 landskamp, 0 mål

### Webbkällor
- Profil svenskfotboll.se
- Lista på landslagsmän